# Andrés Perez de Herrasti
Andrés Perez de Herrasti est un officier général espagnol, né le 6 mars 1750 à Grenade en Espagne et mort le 24 janvier 1818 à Barcelone. Il est connu pour avoir dirigé la défense de Ciudad Rodrigo lors du siège de la ville par les Français en 1810.

## Biographie

### Origines et carrière militaire
Andrés Perez de Herrasti naît le 6 mars 1750 à Grenade, au sein d'une famille aristocratique de vieille lignée. Son père descend en effet de Domingo Perez de Herrasti, un chevalier qui a participé à la prise de Grenade en 1492, et sa mère compte parmi ses ancêtres Hernán Pérez del Pulgar, également chevalier au service des Rois catholiques. En 1762, le jeune Andrés entre comme cadet au régiment provincial de Grenade, qu'il quitte en 1764 pour intégrer avec son grade le régiment de la Garde royale espagnole.
Il participe à sa première action militaire en 1775 à l'occasion d'une expédition à Alger qui s'achève sur un désastre, et au cours de laquelle il est blessé. Promu au grade de lieutenant en 1776, il prend successivement part au siège de Gibraltar en 1779 puis à celui d'Oran en 1791. Officier compétent et courageux, il est tenu en haute estime par ses supérieurs qui le jugent « dans une position favorable à l'avancement ». Il devient colonel de son régiment la même année mais est fait prisonnier par les Français en mai 1794 au cours de la guerre du Roussillon. Quelques années plus tard, c'est à leurs côtés qu'il s'illustre durant la guerre des Oranges contre le Portugal, notamment lors des combats de Jarde et de Villaviciosa. Depuis 1795, il occupe les fonctions de brigadier dans l'armée espagnole.

### Parcours durant la guerre d'indépendance: de Aranjuez à Ciudad Rodrigo
Au début de l'année 1808, les tensions opposant le roi d'Espagne Charles IV à son fils Ferdinand, prince des Asturies, et l'impopularité du premier ministre Manuel Godoy conduisent le 17 mars au soulèvement d'Aranjuez, coup de force orchestré par les élites du pays afin de contraindre le roi à abdiquer. Au cours de cet événement, le 1er bataillon de la Garde royale commandé par Herrasti procède à l'arrestation de Godoy. Ceci précipite l'accession au trône du prince Ferdinand, avant que l'ingérence de Napoléon ne conduise à la prise en otages de la famille royale espagnole et à la mainmise française sur la situation du pays. Comme l'indique Miguel Mas, « sans le savoir, par son intervention à Aranjuez, Herrasti est devenu l'un des individus ayant contribué à déclencher le processus de la guerre qui allait dévaster l'Espagne pour les six années à venir ».
N'ayant pu prendre part au soulèvement du Dos de Mayo à Madrid le 2 mai 1808, Herrasti et son bataillon passent à l'armée du Centre (dirigée par le général Castaños) et sont engagés lors de la bataille de Tudela le 23 novembre. Alors que l'affrontement s'est achevé sur une lourde défaite espagnole, Herrasti se distingue le jour de Noël à Tarancón où, avec 300 hommes, il tient tête à deux reprises aux dragons français du général Perreimond. Il est nommé maréchal de camp en 1809 en récompense de ce succès.
Le 15 mars 1809, transféré au corps du marquis de La Romana avec quartier général à Gijón, il fait le voyage jusqu'à Cadix et prend le bateau pour rejoindre son affectation, mais la ville étant entre-temps tombée aux mains des Français, il doit rebrousser chemin et sollicite un autre commandement. Le général passe finalement dans l'armée du duc del Parque et participe avec elle à la victoire espagnole de Tamames le 18 octobre. Deux jours plus tard, il est fait gouverneur de Ciudad Rodrigo.